# Dillon Powers
Dillon Thomas Powers (* 14. Februar 1991 in Plano) ist ein US-amerikanischer Fußballspieler auf der Position des Mittelfeldspielers.

## Karriere

### Jugend und Amateurfußball
Powers wurde in Plano geboren und spielte dort auch für seinen Heimatverein, den Andromeda SC und für seine das Fußballteam seiner Highschool. In seinem Abschlussjahr an der Highschool wurde er Gatorade National Boys Soccer Player of the Year. Daraufhin wechselte er in das Team der University of Notre Dame.

### Vereinskarriere
Am 17. Januar 2013 wurde er als elfter Pick in der ersten Runde des MLS SuperDraft 2013 von den Colorado Rapids gewählt, die ihm daraufhin einen Profivertrag anboten. Im gleichen Jahr wurde er als Rookie of the Year vor seinem Teamkollegen Deshorn Brown ausgezeichnet.
Im Januar 2020 wechselte Powers zum schottischen Zweitligisten Dundee United.

### Nationalmannschaft
Powers durchlief in seiner Karriere zwei U-Nationalmannschaften der USA. Er war außerdem Teil des Kaders der Fußballnationalmannschaft der Vereinigten Staaten (U-20-Männer) bei der U-20-Fußball-Weltmeisterschaft 2009.